# En liten flicka, Elise Købke, med en kopp framför sig
En liten flicka, Elise Købke, med en kopp framför sig (danska: En lille pige, Elise Købke, med en kop foran sig) är en oljemålning från 1850 av den danske konstnären Constantin Hansen. Målningen tillhör Statens Museum for Kunst i Köpenhamn sedan 1917. 
Den porträtterade flickan var syster till Hansens hustru Magdalena Købke. Målningen ingick i Nationalmuseum och Statens Museum for Kunsts stora utställning om den danska guldåldern 2019 och prydde omslaget till dess utställningskatalog.